# Yi Wei-Chen
Yi Wei-Chen (en chinois 易緯鎮, né le 28 août 1988) est un athlète taïwanais, spécialiste du sprint et du relais. Son meilleur temps sur 100 m était de 10 s 42, obtenu à Tai'an le 15 septembre 2007, qu'il porte à 10 s 28 le 26 mai 2012 à Taipei.

Sur relais 4 × 100 m, il a battu le record de Taiwan (Chinese Taipei) en 2010. Il a participé aux Championnats du monde en salle à Doha en 2010, aux Championnats du monde junior à Pékin en 2006, aux Championnats du monde jeunesse à Marrakech en 2005 (à la fois sur 100 et sur 200 m). Il a obtenu une médaille d'or (relais) et une de bronze (100 m) lors des Jeux de l'Asie de l'Est. Toujours sur relais, il a obtenu une médaille d'argent lors des Jeux asiatiques de 2010 à Canton (Chine) et une médaille de bronze lors des Championnats d'Asie d'athlétisme 2011.
Il termine 5e avec son équipe en demi-finales des Championnats du monde de 2011. Le 26 mai 2012 à Taipei, il bat son record national sur 100 m, en 10 s 42 (+ 1,2 m/s), ainsi que le record national du relais 4 × 100 m, avec 38 s 78, avec l'équipe nationale composée de Wang Wen-Tang, Liu Yuan-Kai, Liang Tse-Ching et Yi Wei-Chen.